# 국채

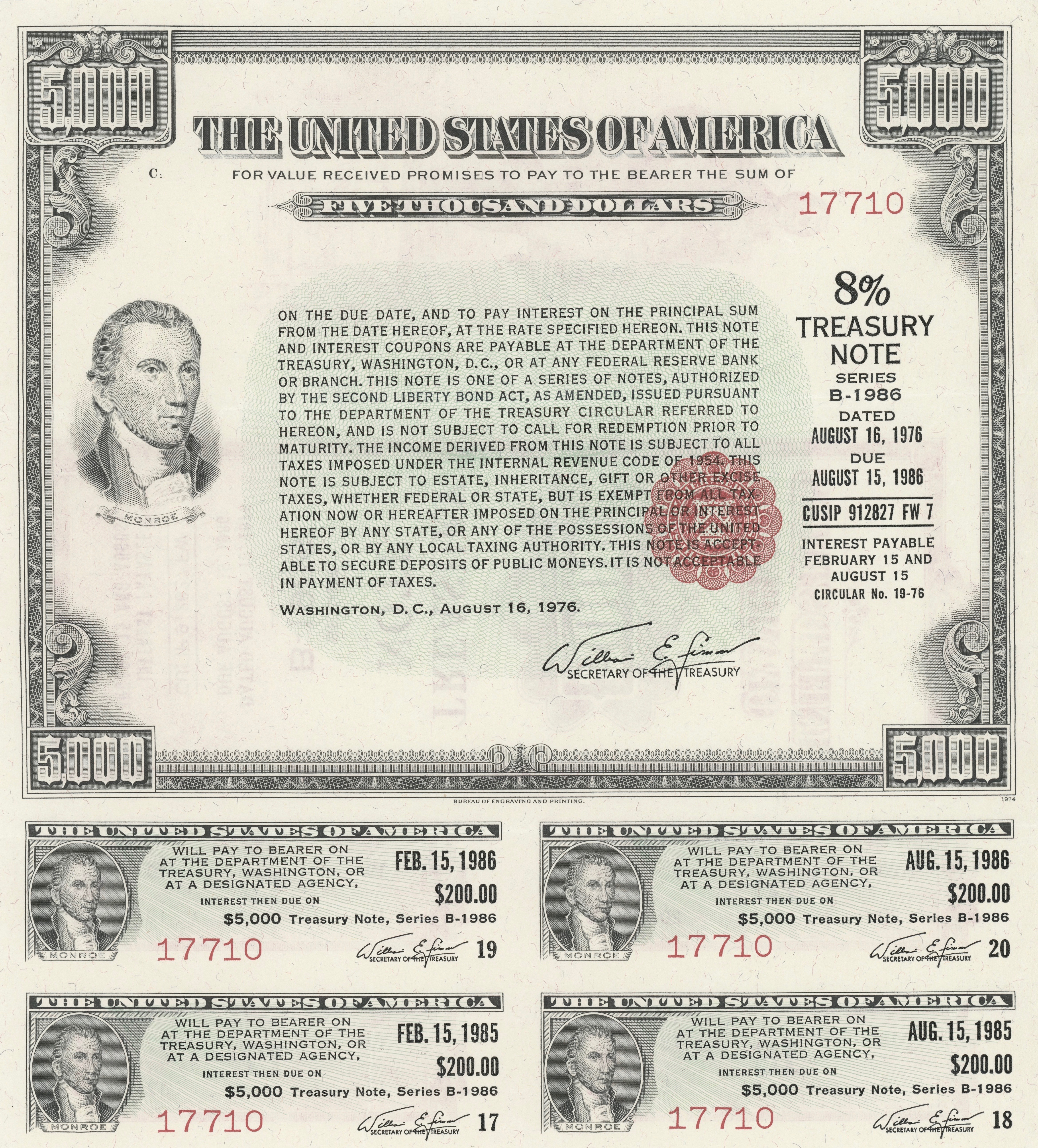
미국 정부 채권 (1976년 8% 국채)

국채(國債, 영어: government bond 또는 sovereign bond)는 국가가 국회의 의결 및 승인 절차를 거쳐 공공 및 재정 투.융자 자금의 조성을 목적으로 발행하는 채권이다.

## 개요
국채는 발행시 상환 기간과 금리가 정해져 있어, 구입자는 이에 따른 이자를 받을 수 있다. 상환 기한이 끝나면, 원금인 국채 발행 시 금액(액면 금액 또는 액면가라고 한다)이 지불된다. 국채는 다른 채권과 마찬가지로 발행된 후에도 시장에서 판매하므로 가격은 항상 변하고 있다. 부채 : 가격과 그 반대로 국채 금리(장기 금리)는 세계정세와 국채를 발행하고 있는 국가의 사회 동향, 경제 상황을 반영하기 때문에 정치적으로 매우 중요한 요소이다.
현대에 있어서는 국가에 대한 융자이기 때문에 비교적 안전한 투자 방법이 될 수도 있다. 2000년에 아르헨티나가 디폴트(채무불이행)을 선언한 경우가 있는데, 이것은 아르헨티나가 미국을 상대로 미국 달러를 기준으로 빌린 채무(공적 대외 채무)가 지급 불가능하게 되었기 때문에 디폴트를 선언한 사태가 된 것이고, 일본처럼 자국민으로부터 자국 통화로 채무를 한 경우 형식상 디폴트는 있을 수 없다. 국가가 채무 불이행에 빠질 경우는 외국에서 외국 통화로 빚을 지는 경우이다.

## 역사
국채를 둘러싼 정책은, 광의의 근대화인 대항해 시대 이래, 오랫동안 사회 문제의 축이 되어 왔다. 군주가 발행하는 공채는 군주의 사적 채무인지, 국가의 공적 채무인지에 대한 구별이 애매했다. 상환되는 원자본금이 반드시 보증되지 않았고, 자금 융통이 곤란한 군주에 의해 자의적으로 채권 포기를 당할 위험성뿐만이 아니라, 그 다음의 군주가 선대의 채무를 계승하지 않는 등의 이유로 자주 디폴트에 빠졌다. 그 때문에, 공채는 상환 기한이 단기 리스크를 반영해 이율이 높았고, 그러므로 군주가 상환에 어려움을 겪어 디폴트를 반복하는 악순환을 반복하고 있었다. 절대 왕정의 시대에는 유럽의 군주는 자주 전쟁을 벌였으며, 그러한 전비는 이러한 공채로 조달된 적이 많았다.
상환 기한이 장기일 경우 금리가 낮은(즉 리스크가 낮은) 국채가 안정되어 발행되는 것은 항구적인 의회가 국가의 세출과 세입, 세금에 관한 권리를 국왕으로부터 탈취, 군주의 사적 재정과 국가의 재정(국고)을 분리하는 시대까지 기다려야 했다. 네덜란드에서는 홀란트 의회가 그런 그것을 먼저 시도하였으며, 네덜란드 국왕은 홀란트 의회가 보증으로 서야만 공채를 발행할 수 있었다.
최초의 일반적인 국채는 1517년 네덜란드에서 발행했다. 발행 당시 네덜란드란 국가는 없었고, 암스테르담 도시에서 발행한 것이 나중에 네덜란드 국채와 합쳐졌다. 당시 국채 평균 이율은 약 20%에 달했다. 국가 정부가 발행한 최초의 국채는 1694년 잉글랜드 은행이 발행한 것으로 프랑스와의 전쟁에 필요한 자금을 모으기 위해서였다.
영국은 윌리엄 3세 때 네덜란드의 제도를 도입했고, 국채 발행 시에 상환을 보증할 수 있는 항구적 인세를 만드는 것 등을 실행했다. 명예혁명과 권리장전에 의해, 의회가 국고와 과세를 관리하자, 군주는 의회의 동의없이 과세도 국고로부터의 지출도 실시할 수 없게 되었다. 영국 의회는 콘솔채라고 불리는 단일 국채에 이미 발행필의 복수의 공채를 일원화 해, 금리의 안정화와 유동성을 확보하려 했다. 그리하여 콘솔채는 유럽에서 가장 리스크의 낮은 채권으로 신용되어 각국 국채의 벤치마크 대상이 되었다. 이 과정에서 잉글랜드 은행은 국가의 세출, 세입 계좌를 가지는 유일한 은행으로, 즉 중앙은행으로서의 지위를 확립했다.
유럽에서는 18세기까지 거듭된 전쟁으로, 제국 정부는 막대한 국채 발행 잔고를 안고 있었다. 영국은 19세기 초반에 국민소득의 수배에 이르는 발행 잔고를 안고 있었다. 그 후, 산업혁명에 의한 활발한 민간투자와 경제성장, 야경국가 정책에 의해 국민소득에 대한 비율을 떨어트렸다.

## 국가별
- 미국 재무부 채권

## 같이 보기
- 채권 (금융)
- 독립공채표
- 지방채
- 정부채
- 세계국채지수